# Dąbie (powiat legnicki)
Dąbie – wieś w Polsce położona w województwie dolnośląskim, w powiecie legnickim, w gminie Prochowice.

## Podział administracyjny
W latach 1975–1998 miejscowość należała administracyjnie do województwa legnickiego.

## Nazwa
Nazwa miejscowości wywodzi się od polskiej nazwy drzewa dąb. W kronice łacińskiej Liber fundationis episcopatus Vratislaviensis (pol. Księga uposażeń biskupstwa wrocławskiego) spisanej za czasów biskupa Henryka z Wierzbna w latach 1295–1305 miejscowość wymieniona jest w zlatynizowanej formie Damb.